# Officierskruis

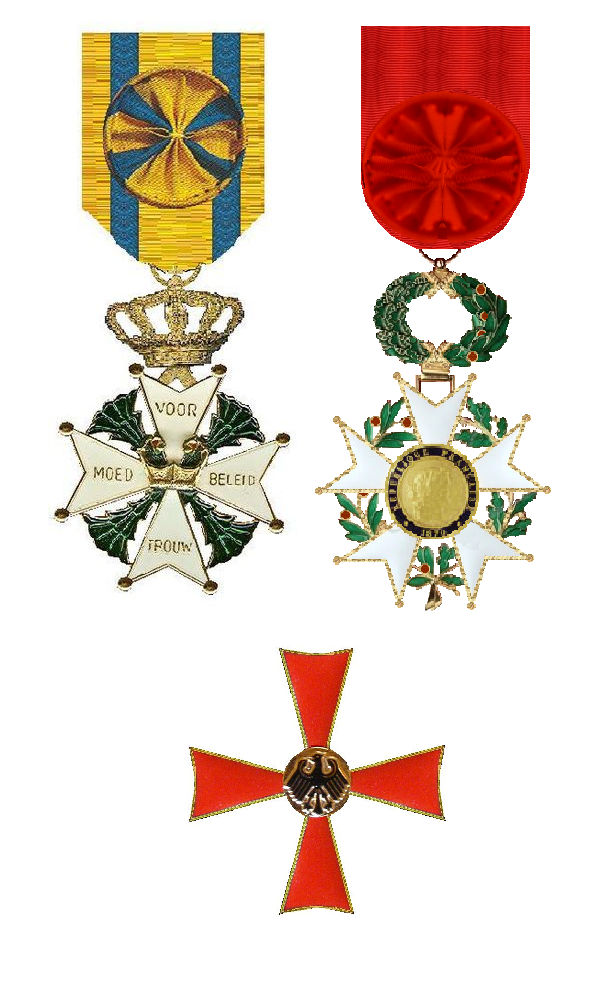
Drie officierskruisen

Een officierskruis is een van de mogelijke insignia of kleinoden van een ridderorde. Meestal onderscheidt het officierskruis zich van het Ridderkruis omdat goud in plaats van zilver werd gebruikt. Ook een rozet op het lint is kenmerkend voor een officierskruis al zijn er tal van uitzonderingen.
In Nederland en België dragen de kruisen van officieren in orden een rozet op hun lint. De Huisorde van Oranje is een uitzondering op deze regel omdat de tot 1969 verleende officierskruisen zonder lint, als een "Steckkreuz", op de borst werden gespeld.
In de Duitstalige landen en in Hongarije dragen de officieren hun kruis meestal als "Steckkreuz" zonder lint als een broche op de borst.
Een ander "Officierskruis".
Het Nederlandse Onderscheidingsteken voor Langdurige Dienst als officier wordt, omdat het alleen aan officieren in de krijgsmacht wordt verleend, in de wandeling ook wel "het Officierskruis" genoemd.
Onderscheiden met het Officierskruis zijn o.a.:
| - Dirk Lucas Asjes - Pierre Louis baron d’Aulnis de Bourouill - Tede Beets - Willem Carel van den Berg - Willem Bierenbroodspot - Isaac Helenus Bolman - Johannes J.F. Borghouts - Garrelt Andreas van Borssum Buisman - Hugo Victor Benjamin Burgerhout (2x) - Antonie Jacobus Bussemaker - Jan Marie Lodewijk Ignatius Chömpff - Johannes Jacobus Nicolaas Cramer - Willem Carel Hendrik Dekker - Gerard Adrianus Dogger - Karel W F M Doorman - Charles L.J.F. Douw van der Krap - Johannes Frans van Dulm - Jan Cornelis Adriaan Faber - Gerhard Julius Wilhelm Gelderman | - Hendrikus Abraham Waldemar Goossens - Willem Frederik Hennink - Jacob Laurens den Hollander - Jacobus van der Houwen - Maarten Jan Knottenbelt - Ir Albert Gerbens Koops Dekker - Henri Koot - H.J.E. van der Kop - Chris Krediet - Eugène Lacomblé - Willem Pieter Landzaat - Reinder Gebbienus de Lange - Willem van Lier - Willem Adriaan de Looze, "Bul" - Jan Mallinckrodt - Hendrik Jan Mulder - Herman Mulder - Johan Nicolaas Mulder - Hendrik Ossel | - Roelof Overakker - Johannes Bernardus Plasschaert - Andrias Antonius Marinus van Rest - August van Rossum - Heije Schaper - Willem Schuiling - Jhr Pieter Jacob Six - Johannes van Staveren - Philippus Bernardus Maria van Straelen - Nico Leonard Willem van Straten - Willem Henry Thorbecke - Christiaan Tonnet - Dr Gerrit Menne Hendrik Veeneklaas - Marinus Vooren - Simon de Waal - Piet van Waart - Ir Ferdinand Hendrik Warnaars - Johan Hendrik Westerveld - Adriaan Zijlmans |

Zij dienden allen tijdens de Tweede Wereldoorlog.

## Noot
1. ↑  L, Klemen, Major-General Roelof T. Overakker. Forgotten Campaign: The Dutch East Indies Campaign 1941-1942 (1999-2000).